# Географія Азії
Географія Азії розглядає географічні поняття класифікації Азії, центральної і східної частини Євразії, що включає приблизно п'ятдесят країн.

## Розташування
А. розташована у всіх геогр. поясах Півн. півкулі; Малайський архіпелаг частково заходить в Півд. півкулі. Крайні материкові точки А.: на півн. - мис Челюскінців, 77о 43' півн.ш.; на півд. - мис Піай (Буру) на п-ові Малакка,  1о 6'  півн.ш.; на зах. - мис Баба, 26о 10' сх.д.; на сх. - мис Дежнєва, 169о 40' зах.д. Азію омивають Півн. Льодовитий, Тихий, Індійський океани, моря: Середземне, Егейське, Мармурове, Чорне і Азовське, Каспійське (море-озеро). Берингова протока відділяє Азію від Півн. Америки; Суецький перешийок з'єднує Азію з Африкою (розділяючим умовно вважають Суецький канал). Ще більш умовний кордон А. з Європою: кордон між ними частіше за все проводять по Уралу, pp. Емба, Кума, Манич, Каспійському, Азовському, Чорному і Мармуровим морям, протоками Босфор і Дарданелли, залишаючи Кавказ в Азії

## Геологія
Азія не тільки найбільша, але і структурно найскладніша за структурою земної кори частина світу. На відміну від інших континентів, вона сформована шляхом розростання не однієї, а декількох древніх (докембрійських) платформ, простір між якими був заповнений складчастими поясами.

### Рельєф
У рельєфі Азії  характерне переважання гір і плоскогір'їв, які займають близько 3/4 всієї площі континенту. Найбільш високі з них зосереджені в Центр. і Сер. Азії: в Тибеті, на Тянь-Шані і Памірі плоскогір'я підіймаються до 4-4,5 тис. м, а висота гірських хребтів перевищує 7 тис. м. Гори згруповані в два більших пояси: один пояс простягається від Гіссаро-Алая і Тянь-Шаня через гори Півд. Сибіру (Алтай, Саяни, Станове нагір'я) і Колимське нагір'я до Чукотки; інший включає Передньоазійське нагір'я (Малоазійське, Вірменське, Іранське), Памір, Гіндукуш, Каракорум, Тибет, Гімалаї, далі він переходить на о-ви Малайського архіпелагу. Близько 25 % площі А. складають рівнини: внутрішньоматерикові (Зах.-Сибірська), приморські (Півн.-Сибірська, Яно-Індігірська, Колимська, Велика Китайська), передгірських западин (Месопотамська, Індо-Гангська), міжгірних западин (Кашгарська, Джунгарська, Гобійська, Цайдамська, Ферганська). Величезна протяжність суші, велика кількість гірських бар'єрів і замкнених западин створюють велику різноманітність умов сонячної радіації, атм. циркуляції і особливостей клімату загалом. Клімат від арктичного на півн. і різко континентального або помірного в Сх. Сибіру до екваторіального на о-вах Індонезії. На півдні і сході А. клімат мусонний, на рівнинах Центр., Сер. і Зах. А. — пустельний та напівпустельний. На Памірі, Тянь-Шані, в Гімалаях, Кавказі, Гіндукуші, на о-вах Арктики — заледеніння (св. 130 тис. км²). Значні тер. А., гол. чином Півн. і Сх. Сибіру (понад 10 млн км²), зайняті багаторічною мерзлотою. Найнижчі т-ри — полюс холоду Півн. півкулі — спостерігаються у Верхоянську, Оймяконі (сер. т-ра січня нижче за -50 °C. У липні найбільш нагрітими (т-ра 30 °C і більше) виявляються Зах. і Центр. А. У екваторіальному поясі випадає близько 2000 мм опадів на рік. У шт. Ассам (Індія) у 1861 випало 22 900 мм осадів — рекордна річна сума опадів для всієї планети.

## Клімат
Напівпустелі і пустелі особливо добре виражені на Аравійському п-ові, у внутр. районах Іранського нагір'я, в Сер. і Центр. А. В напівсухих субтропіках Зах. А. - середземноморська рослинність, у Сх. А. - змішані і широколистні ліси.
У тропічних широтах Сх. і Півд. Азії - мусонні листопадні ліси і савани, на навітряних схилах гір - вічнозелені ліси. У екваторіальних широтах (гол. чин. в Індонезії) - багатоярусні заболочені ліси - гілеї.

## Гідрографія
На островах Арктики і вздовж узбережжя Півн. Льодовитого ок. тягнуться арктич. пустелі і тундра, обрамовані з півдня вузькою смугою лісотундри, південніше - тайга, що змінюється південніше змішаними і широколистяними лісами, лісостепами і степами.

### Річки
Азія — країна великих річок. У Північний Льодовитий океан течуть Об з Іртишем, Єнісей з Ангарою, Лена з Алданом і Вілюєм, Яна, Індігірка, Колима; в Тихий океан — Анадир, Амур з Сунгарі і Уссурі, Хуанхе, Янцзи, Сицзян, Меконг і Міна-Чао-Прая; в Індійський океан — Салуїн, Іраваді, Брахмапутра, Ганг та Інд, а також Шатт-ель-Араб, що утворюється злиттям Тигр у і Євфрат у. У Каспійське і Аральське моря і оз. Балхаш течуть pp. Кура, Амудар'я, Сирдар'я, Ілі. Серед озер А. найбільші — Каспійське і Аральсь6ке моря (останнє в кінці ХХ ст. практично пересохло внаслідок втручань людини), що є залишками більш великих древніх морів; в тектоніч. западинах лежать Байкал, Іссик-Куль, Хубсугул, Мертве море, Ван, Урмія, Телецьке; деякі озера виникли внаслідок обвалів (Сарезьке), карстових процесів (озера Зах. Тавра). У безстічних западинах багато солоних озер (Кукунор, Туз тощо). Річки і озера — важливі транспортні шляхи.

## Тваринний світ
Велика територія,   різноманітні  кліматичні показники та складний рельєф  Азії зумовили видове багатство її тваринного світу. Материкова Азія розташована у трьох біогеографічних царствах: Палеарктика, Індомалая та Афротропіка. Морські біогеографічні райони навколо Азії пов'язані з океанами, які оточують цю частину світу. На території суходолу Азії розташовано прісноводні біогеографічні регіони басейнів Тихого, Північного Льодовитого, Індійського, Антарктичного океанів та безстічні басейни. Азія має багато ендемічних тварин, наприклад велика панда, мала панда, малайський ведмідь, бик-гаур, орангутан,  кінь Пржевальського, ірбіс, тигр. [Архівовано 11 жовтня 2010 у Wayback Machine.]